# استان بورسعید
استان بورسعید یا پورت‌سعید (به عربی: محافظة بورسعید) از استان‌های مصر است.